# 洞道

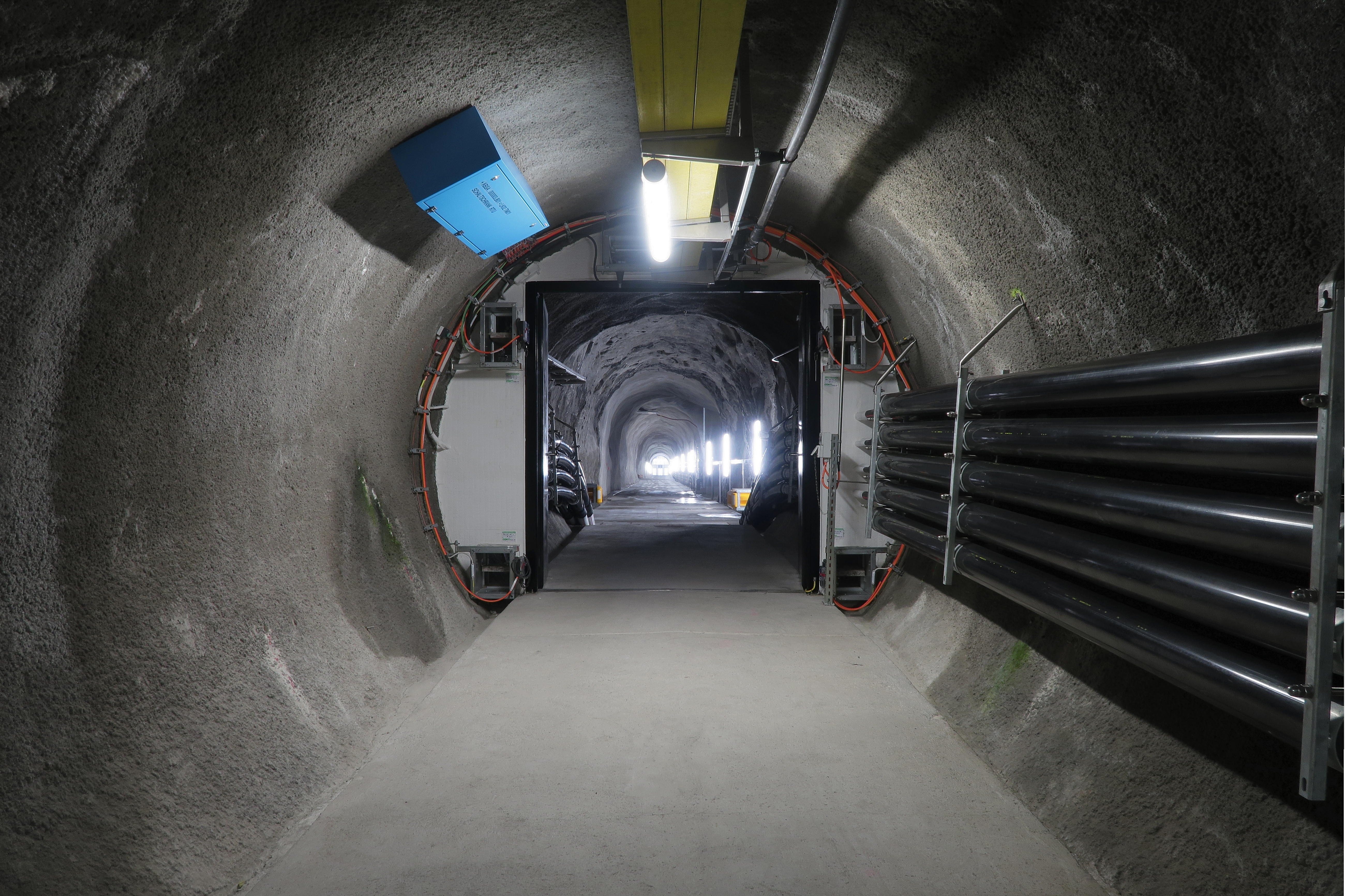
鉄道トンネル施設の洞道（スイス）

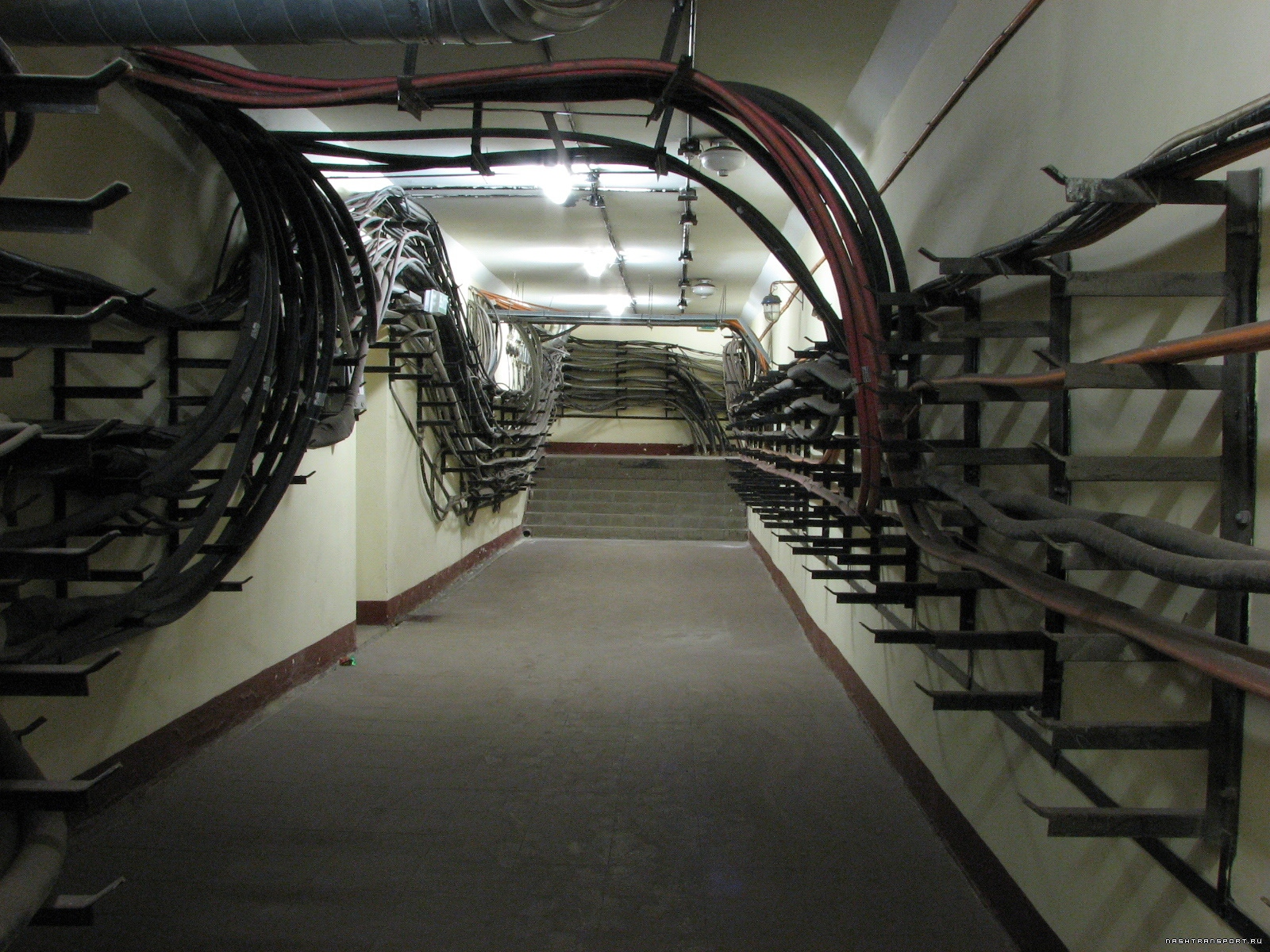
粉末消火設備付きの洞道（ロシア、モスクワ）

洞道（とうどう、英語: cable tunnel/英語: service tunnel）とは、作業者が内部に入って敷設や保守の作業ができる直径を持つ、通信用・電力用のケーブルや熱供給用の管路を地中敷設するためのトンネル。常用漢字表外の訓読みのため、とう道との表記も一般的である。
なお、日本国外では専用設備は設けずケーブル等をそのまま埋める直接埋設（直埋）であることが多い。

## 役割
洞道はトンネル型式で電気・通信用途の大容量の地下ケーブルを収容する。地下鉄や下水道などの社会基盤が地下で整備される中で、収容できる空間を恒久的に確保するために設置される。

## 特徴
洞道は建設コストが高いが、災害には極めて強い構造物である。地下埋設物が輻輳する場所や道路交通事情から路上のマンホールで作業することが難しい場所でケーブルの新規埋設や故障対応などを行いやすい。このことから、洞道は共同溝措置法による道路管理者が発注する公共工事で、通信・電気・ガスなどの公益企業者間の共同工事として計画・施工することがある。

## 構造
洞道は大別して、開削施工による矩形洞道と、シールド工法による円形洞道に分類される。いずれも、ケーブル収容用のラックスペース、作業者の通行・作業用スペース、電気・換気などの設備スペースが確保されている。開削施工による矩形洞道では、矩形断面の一般部とケーブル分岐等を行う特断部から構成される。シールド工法による円形洞道はシールド推進立坑をケーブル分岐等にも用いる。いずれも場合も線形は極力直線とし、やむを得ない場合はできるかぎり緩やかな曲線となるようにする。火災や水害の発生に備え、耐火壁や耐水壁などが洞内に設置される。

## 地域冷暖房
地域冷暖房用の洞道の場合、蒸気管、予備蒸気管、還水管、高圧還水管、冷水管（往、還）などを収める。

## 歴史
1928年（昭和3年）に東京中央電話局に延長365 mの日本初の洞道が設置された。その後、電話局の前に小規模な洞道が建設されたが、電信電話拡充第1次5か年計画をきっかけに大規模な洞道が設置されるようになった。
都市部の渋滞や地下埋設物の輻輳、騒音・振動問題から洞道の施工方法は開削工法からシールド工法に移行した。なお、シールド工法は1963年（昭和38年）の東京白金電話局の洞道で初めて採用されている。
1964年（昭和39年）からは管路条数を31条から61条以上にしていたが、1970年（昭和45年）からは将来施工が困難とされる大都市の主要幹線道路などに対しては管路条数を41条以上となる場合も洞道として建設するようにした。
電信電話拡充7か年計画で東京・名古屋・大阪を中心に洞道の建設が進み、洞道断面の最大はこれまでの120条から300条になる。
昭和40年代に入り、洞道設計の効率化を図るため標準設計図が策定された。1966年（昭和41年）に洞道直線部が、1967年（昭和42年）には洞道曲線部が標準図としてパターン化された。この頃には収容するケーブル条数の増加もあったが、1971年（昭和46年）に標準図は円形・矩形それぞれ5断面に集約された。